# أندريه برونيه
أندريه برونيه (بالفرنسية: Andrée Joly) هي متزلجة فنية فرنسية، ولدت في 16 سبتمبر 1901 في الدائرة الثالثة في باريس في فرنسا، وتوفيت في 30 مارس 1993 في مدينة بوين في الولايات المتحدة.

## وصلات خارجية
- أندريه برونيه على موقع اللجنة الأولمبية الدولية (الإنجليزية)
- أندريه برونيه على موقع أوليمبيديا (الإنجليزية)
- أندريه برونيه على موقع الموسوعة البريطانية (الإنجليزية)